# Katovna v Podolí
Katovna v Podolí je obytný dům v Praze 4 - Podolí na rohu ulic Pod Vyšehradem a Rybářská. Je chráněn jako nemovitá kulturní památka České republiky; chráněny jsou obytný dům, zahrada a oplocení s branou.

## Historie
Katovna pochází pravděpodobně z konce 18. století.

## Popis
Přízemní stavba je postavená na půdorysu písmene „U“ s kratším jedním křídlem. Má prostou klasicistní fasádu a mansardovou střechu krytou prejzy. K objektu přiléhá zahrada, obehnaná zídkou se zděnými sloupky a dřevěným plaňkovým plotem. Do dvoru mezi křídly stavení vede dřevěná branka, která je vsazená do zděného, obloukem zakončeného portiku s lehce profilovanou římsou.

## Galerie

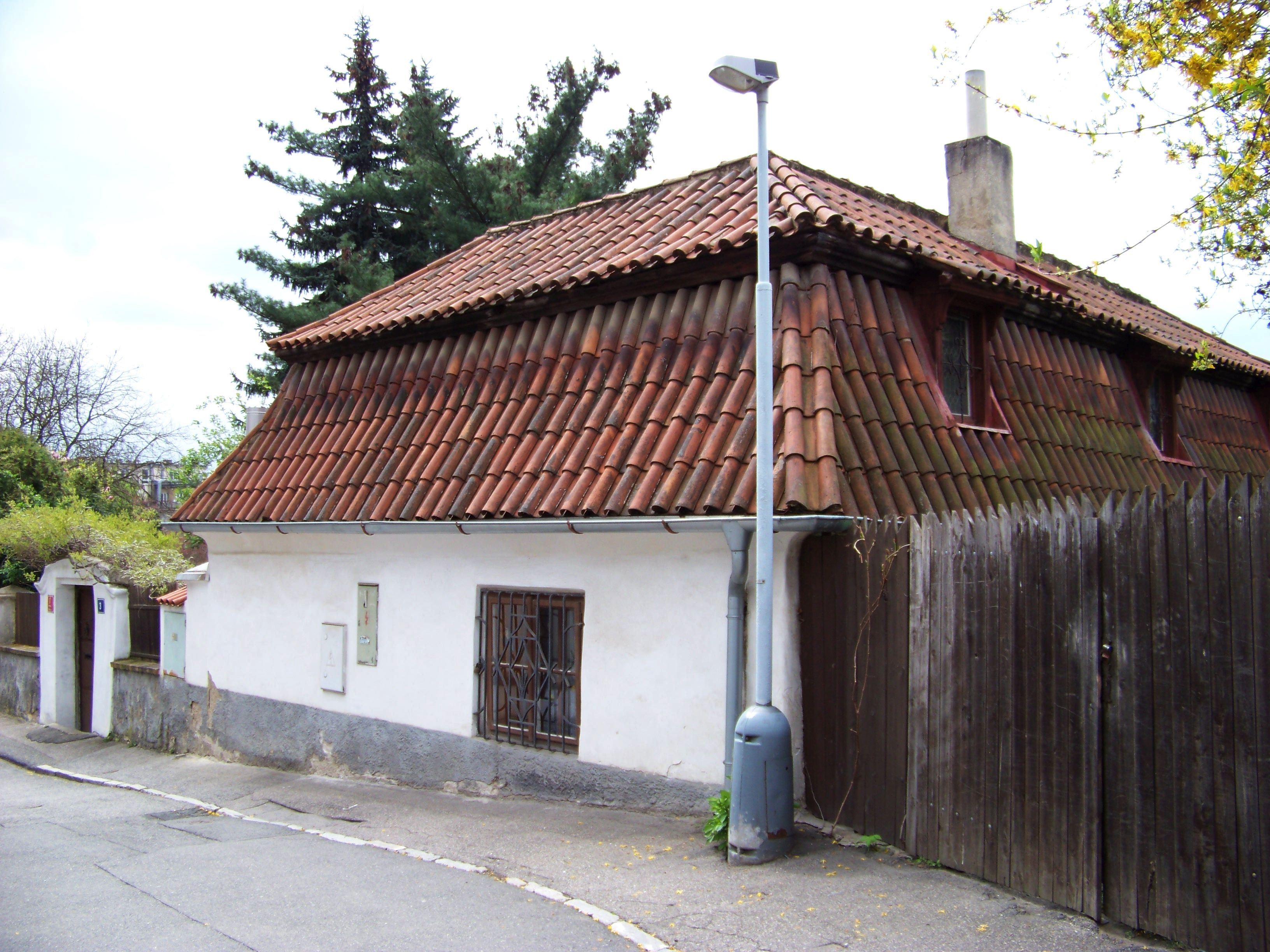
Budova s oplocením
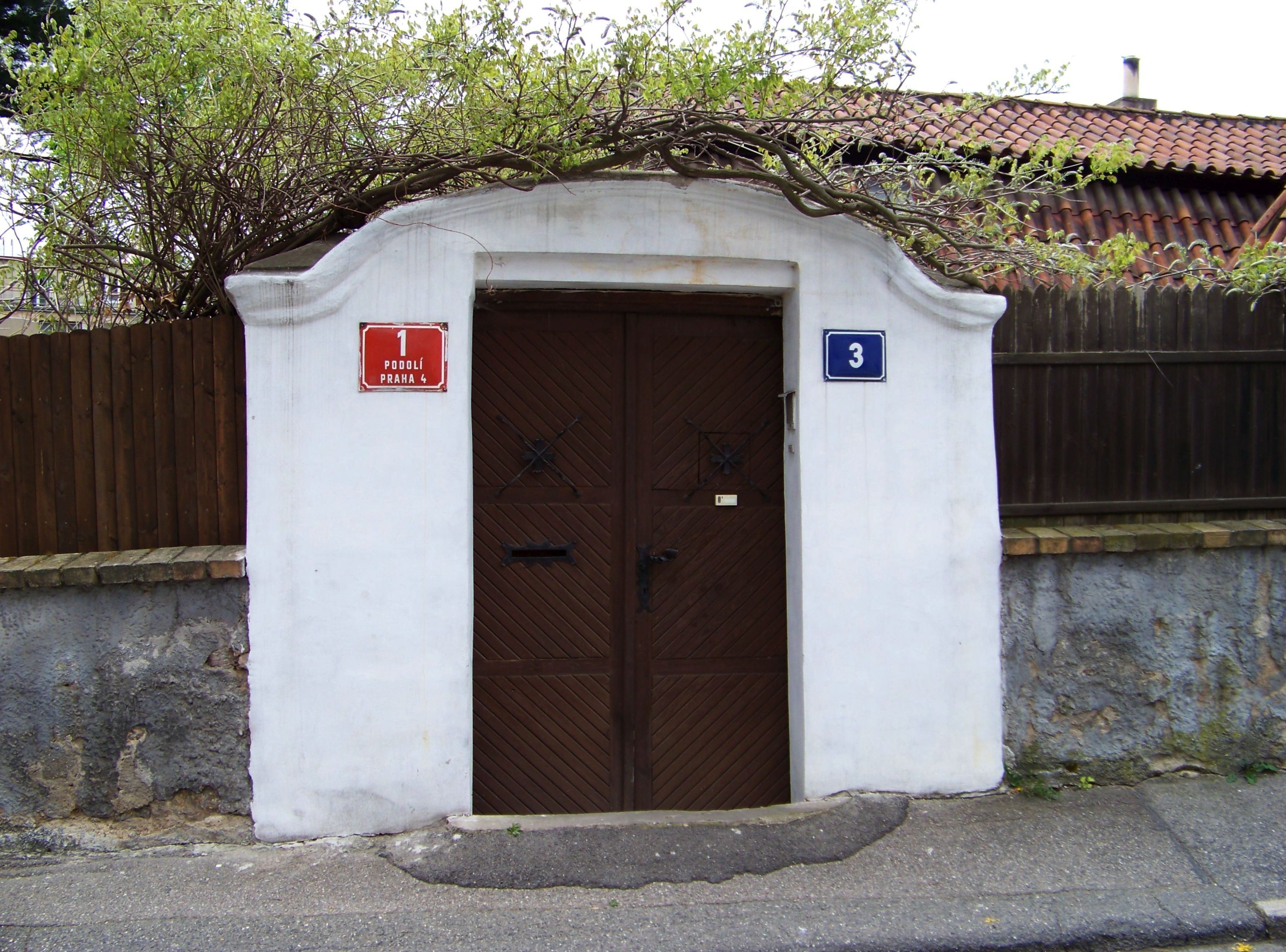
Detail brány